# Grupos de Acción Carlista
Los Grupos de Acción Carlista o Grupos de Acción del Partido Carlista (GAC) fueron una pequeña organización criminal carlista de izquierdas, activa especialmente entre 1968 y 1971. 
En 1970 empezaron a cometer atentados terroristas. José Carlos Clemente los definió como un grupo marginal violento.

## Historia
La aparición de los GAC tuvo lugar en el marco de un movimiento históricamente tendente a la violencia y cuya denominación encerraba en aquel momento a gentes de muy diversas tendencias. Así, mientras algunos carlistas partidarios del clásico tradicionalismo se integraban en los Guerrilleros de Cristo Rey —organización violenta antagónica—, otro sector juvenil se radicalizó en un sentido izquierdista y antifranquista tras la expulsión de España de la familia Borbón-Parma en 1968, influidos por el «nuevo carlismo» promovido por la secretaría del príncipe Carlos Hugo.
Sus principales impulsores fueron Jon Querejeta, Josep Massana, Esteban Escobar y Fermín Elizari. Mantuvieron relaciones con ETA y sus acciones contribuyeron a aumentar la tensión interna en el seno del movimiento carlista. Se organizaron de forma federal, desarrollándose especialmente en País Vasco, Navarra, Cataluña, Valencia, Aragón y Andalucía. Editaron dos boletines informativos: el andaluz Pacto (del cual salieron 12 números entre abril de 1971 y noviembre de 1972), y el castellano Secutor. En ocasiones firmaron su propaganda de manera conjunta con unos llamados "Comités Obreros Carlistas".
Aunque sus orígenes se remontan a 1965, únicamente empezaron a funcionar como una organización política a partir de una asamblea de jóvenes carlistas celebrada a mediados de 1968 en Bidania (Guipúzcoa). En ella fue aprobada la iniciación de acciones terroristas contra el régimen franquista.
Los GAC llevaron a cabo diversas acciones terroristas: el intento de sabotaje del reemisor de Televisión Española (TVE) en Barberana (Provincia de Burgos) en la noche de fin de año de 1970 (por el cual cinco de sus miembros fueron juzgados en un Consejo de Guerra) con el fin de interrumpir la emisión del mensaje de fin de año de Francisco Franco, la colocación de una bomba el 23 de agosto de ese mismo año en la imprenta del diario tradicionalista pamplonés El Pensamiento Navarro (tras el cese de Javier María Pascual como director), el asalto el 2 de mayo de 1971 a la sede de Radio Requeté de Pamplona, permaneciendo en ella entre media hora y dos horas; el asalto en las oficinas de «La Pamplonica», el 2 de julio de 1971, con la intención de robar el dinero de su caja fuerte, resultando herida de bala una empleada por un disparo efectuado por Josep Massana, o la colocación de un explosivo en marzo de 1972 en un monumento erigido en homenaje al fundador de la Guardia Civil, también en la capital navarra. Isidre Molas destaca las dos primeras.
Según Francisco Javier Caspistegui, algunas acciones atribuidas a este grupo son más que dudosas, ya que otras organizaciones trataban de aprovecharse del historial libre de sangre de los GAC para obtener condenas más suaves en caso de ser detenidos.
Según un informe que detallaba sus acciones, en 1971 fueron desarticulados por completo, al ser detenidos sus principales responsables.

## Ideología
La revista Montejurra en su n.º 51 (1 de marzo de 1970) informaba sobre la ideología de los GAC:

«Propugnan un socialismo democrático, una regionalización real y un Estado de derecho que salvaguarde las libertades del individuo y su participación en las tareas públicas. Está enmarcada dentro de la línea carlista y sus componentes son en su mayoría jóvenes obreros y universitarios»

Uno de los integrantes de los GAC, Carlos Catalán, señalaría que el colectivo surgió del impulso revolucionario del Mayo de 1968.
Según señala el historiador Josep Miralles Climent en los GAC se produjo una confluencia de ideas procedentes tanto del carlismo insurreccional del siglo XIX como de las luchas antiimperialistas del Tercer Mundo y de personajes como el Che Guevara..

## Relaciones con ETA
Uno de los integrantes de los GAC, Juan Querejeta, hijo de Elías Querejeta (capitán en la guerra del Tercio "Oriamendi" de requetés e histórico dirigente del carlismo guipuzcoano), explicó así la influencia de ETA en los GAC vascos:

Aunque los GAC nacieron del carlismo, fue ETA la que nos dio el tirón, la que nos ofreció el modelo a seguir. Tuvimos relación con ella desde el primer momento. Teo Uriarte, que era uno de nuestros contactos, solía decirme que lo nuestro no pasaba de ser un juego, que éramos los hijos pródigos del franquismo y que el régimen nunca nos tomaría en serio. Cuando caí, en el asalto al repetidor de Berberana, una de las primeras cosas que pasaron por mi cabeza fue: bueno, ahora Teo no podrá decir que nos tratan con benevolencia.

Algunos de los miembros de los GAC, después de la disolución de la organización, acabaron ingresando en ETA.
En 2006 ETA se atribuiría como propio el atentado contra el periódico carlista El Pensamiento Navarro, una de las supuestas acciones más destacadas de los GAC.